# Championnats du monde de Dart 18
Les championnats du monde de Dart 18 sont une compétition internationale de sport nautique sous l'égide de la Fédération internationale de voile (ISAF). Le Dart 18 est un catamaran de sport à deux équipiers.

## Éditions
| Année | Lieu           |
| ----- | -------------- |
| 1991  | Île de Bardsey |
| 1995  | Lübeck         |
| 1998  | Nouméa         |
| 1999  | Port Elizabeth |
| 2002  | Marseille      |
| 2003  | Gosport        |
| 2004  | Lagos          |
| 2005  | East London    |
| 2007  | Nago-Torbole   |
| 2008  | Workum         |
| 2009  | Palm Beach     |
| 2010  | Weymouth       |
| 2011  | Knokke         |
| 2012  | Punta Ala      |
| 2013  | Carnac         |
| 2014  | Vaal Dam       |
| 2016  | Medemblik      |